# Мідвейл (Монтана)
Мідвейл (англ. Midvale) — переписна місцевість (CDP) в США, в окрузі Лінкольн штату Монтана. Населення — 393 особи (2010).

## Географія
Мідвейл розташований за координатами 48°53′25″ пн. ш. 115°3′16″ зх. д. / 48.89028° пн. ш. 115.05444° зх. д. (48.890217, -115.054477).  За даними Бюро перепису населення США в 2010 році переписна місцевість мала площу 1,08 км², уся площа — суходіл.

## Демографія
Згідно з переписом 2010 року, у переписній місцевості мешкали 393 особи в 175 домогосподарствах у складі 96 родин. Густота населення становила 363 особи/км².  Було 190 помешкань (175/км²).
Расовий склад населення:
| - 95,9 % — білих - 1,3 % — корінних американців |

До двох чи більше рас належало 2,8 %. Частка іспаномовних становила 1,0 % від усіх жителів.
За віковим діапазоном населення розподілялося таким чином: 26,0 % — особи молодші 18 років, 53,4 % — особи у віці 18—64 років, 20,6 % — особи у віці 65 років та старші. Медіана віку мешканця становила 40,3 року. На 100 осіб жіночої статі у переписній місцевості припадало 99,5 чоловіків;  на 100 жінок у віці від 18 років та старших — 86,5 чоловіків також старших 18 років.
За межею бідності перебувало 4,5 % осіб, у тому числі 0,0 % дітей у віці до 18 років та 100,0 % осіб у віці 65 років та старших.
Цивільне працевлаштоване населення становило 112 особи. Основні галузі зайнятості: виробництво — 35,7 %, освіта, охорона здоров'я та соціальна допомога — 32,1 %, сільське господарство, лісництво, риболовля — 32,1 %.